# Leichtathletik-Länderkampf der Männer 1930 Deutschland – Schweiz
| 3. Leichtathletik-Länderkampf mit deutscher Beteiligung 1930 | 3. Leichtathletik-Länderkampf mit deutscher Beteiligung 1930 |
| ------------------------------------------------------------ | ------------------------------------------------------------ |
|                                                              |                                                              |
| Ländervergleich der Männer: Deutschland – Schweiz            |                                                              |
| Austragungsort                                               | Freiburg im Breisgau                                         |
| Wettbewerbe                                                  | 15                                                           |
| Datum                                                        | 31. August 1930                                              |
| 1. GER 2. SUI                                                | 88,5 Punkte 48,5 Punkte                                      |
| Chronik                                                      |                                                              |
| ← GER-FRA (M)                                                | erster LK 1931:00 GER-ENG (F) →                              |

Der dritte Vergleich des Leichtathletik-Länderkampfjahres 1930 bestand im nun schon elften Aufeinandertreffen der deutschen Männer mit den Sportlern aus der Schweiz. Es war der insgesamt zwanzigste deutsche Länderkampf, der am 31. August in der deutschen Stadt Freiburg im Breisgau ausgetragen wurde. Am selben Tag trafen die deutschen Leichtathleten in Hannover auf Frankreich, sodass es wie in den letzten beiden Jahren zu einer Situation mit zwei gleichzeitig stattfindenden Länderkämpfen kam. Wieder wurden zwei deutsche Nationalmannschaften nominiert, die parallel im Einsatz waren, und wieder ging Deutschland in beiden Begegnungen am Ende als Sieger hervor. Gegen die Schweiz lautete der Endstand 88,5 zu 48,5 Punkte, es war der siebzehnte Sieg der deutschen Männer in ihren siebzehn Begegnungen. Die Frauen hatten in ihren drei Ländervergleichen einen Sieg und zwei Niederlagen zu verzeichnen.

## Modus
Die Regeln waren dieselben wie bei den letzten Aufeinandertreffen zwischen den beiden Mannschaften, womit es wie in den Vorjahren eine Abweichung gab vom Wertungssystem des parallel stattfindenden Länderkampfs mit Frankreich. Jede Mannschaft trat in den Einzelwettbewerben mit je zwei Teilnehmern an. Hier in Freiburg erhielten die Sieger jeweils vier statt fünf Punkte, die Zweitplatzierten jeweils drei und die Drittplatzierten je zwei Punkte. Die Athleten auf dem jeweils vierten Rang kamen noch mit je einem Punkt in die Wertung. In den beiden Staffeln brachte Platz eins drei Punkte und Platz zwei einen Punkt.

## Legende
Kurze Übersicht zur Bedeutung der Symbolik – so üblicherweise auch in sonstigen Veröffentlichungen verwendet:
| NM    | keine Höhe (No Mark)  |
| ogV   | ohne gültigen Versuch |
| DSQ   | disqualifiziert       |
| k. A. | keine Angabe          |

## Resultate

### 100 m
| Platz | Athlet          | Land | Zeit (s) |
| ----- | --------------- | ---- | -------- |
| 1     | Ernst Geerling  | GER  | 10,9     |
| 2     | Eugen Eldracher | GER  | 10,9     |
| 3     | Goy             | SUI  | 11,0     |
| 4     | Max Vogel       | SUI  | 11,2     |

### 200 m
| Platz | Athlet          | Land | Zeit (s) |
| ----- | --------------- | ---- | -------- |
| 1     | Ernst Geerling  | GER  | 22,0     |
| 2     | Eugen Eldracher | GER  | 22,2     |
| 3     | Max Vogel       | SUI  | 23,2     |
| 4     | Sauter          | SUI  | 23,6     |

### 400 m
| Platz | Athlet          | Land | Zeit (s) |
| ----- | --------------- | ---- | -------- |
| 1     | Hans Nöller     | GER  | 50,0     |
| 2     | Wilhelm Single  | GER  | 50,1     |
| 3     | Walter Strebi   | SUI  | 50,1     |
| 4     | Viktor Goldfarb | SUI  | 50,3     |

### 800 m
| Platz | Athlet       | Land | Zeit (min) |
| ----- | ------------ | ---- | ---------- |
| 1     | Karl Lefeber | GER  | 1:57,8     |
| 2     | Alwin Paul   | GER  | 1:58,8     |
| 3     | Schwebel     | SUI  | 2:00,8     |
| 4     | Zaugg        | SUI  | 2:01,8     |

### 1500 m
| Platz | Athlet           | Land | Zeit (min) |
| ----- | ---------------- | ---- | ---------- |
| 1     | Johannes Neu     | GER  | 4:06,8     |
| 2     | Fritz Schilgen   | GER  | 4:08,7     |
| 3     | Oschwald         | SUI  | 4:12,0     |
| 4     | Georges Nydegger | SUI  | 4:15,2     |

### 5000 m
| Platz | Athlet             | Land | Zeit (min) |
| ----- | ------------------ | ---- | ---------- |
| 1     | Fritz Schaumburg   | GER  | 15:30,4    |
| 2     | Rolf Holthuis      | GER  | 15:34,1    |
| 3     | Francis Cardineaux | SUI  | 16:19,5    |
| 4     | Wehrli             | SUI  | 16:21,8    |

### 110 m Hürden
| Platz | Athlet                | Land | Zeit (s) |
| ----- | --------------------- | ---- | -------- |
| 1     | Max Stauber           | SUI  | 16,5     |
| 2     | Gottfried Lüscher     | SUI  | 16,7     |
| DSQ   | Ferdinand Beschetznik | GER  |          |
| DSQ   | Hugo Barth            | GER  |          |

Anmerkung zur Disqualifikation:
In den frühen Jahren der Leichtathletik durften in den Rennen über 110 und über 400 Meter Hürden höchstens zwei Hürden gerissen werden, ansonsten wurde eine Disqualifikation ausgesprochen.

### 4 × 100 m Staffel
| Platz | Besetzung       | Land                                                    | Zeit (s) |
| ----- | --------------- | ------------------------------------------------------- | -------- |
| 1     | Deutsches Reich | Karl Stahl Adolf Metzner Eugen Eldracher Ernst Geerling | 42,8     |
| 2     | Schweiz         | Goy Sauter Walter Strebi Alfred Sutter                  | 43,6     |

### 4 × 400 m Staffel
| Platz | Besetzung       | Land                                                  | Zeit (min) |
| ----- | --------------- | ----------------------------------------------------- | ---------- |
| 1     | Deutsches Reich | Wilhelm Single Adolf Metzner Karl Lefeber Hans Nöller | 3:24,8     |
| 2     | Schweiz         | Balbiani Franz Rammelmeyer Viktor Goldfarb Schwebel   | 3:26,4     |

### Hochsprung
| Platz | Athlet        | Land | Höhe (m) |
| ----- | ------------- | ---- | -------- |
| 1     | Wolf Boneder  | GER  | 1,86     |
| 2     | Sauter        | SUI  | 1,75     |
| 2     | Walter Böwing | GER  | 1,75     |
| 4     | Pfenninger    | SUI  | 1,70     |

### Stabhochsprung
| Platz | Athlet            | Land | Höhe (m) |
| ----- | ----------------- | ---- | -------- |
| 1     | Achilles Reeg     | GER  | 3,90     |
| 2     | Karl Speck        | GER  | 3,50     |
| 3     | Kirchhofer        | SUI  | 3,40     |
| NM    | Gottfried Lüscher | SUI  | ogV      |

### Weitsprung
| Platz | Athlet           | Land | Weite (m) |
| ----- | ---------------- | ---- | --------- |
| 1     | Rudolf Dobermann | GER  | 7,28      |
| 2     | Erwin Scheck     | GER  | 7,11      |
| 3     | Gschwind         | SUI  | 6,92      |
| 4     | Alfred Sutter    | SUI  | 6,70      |

### Kugelstoßen
| Platz | Athlet             | Land | Weite (m) |
| ----- | ------------------ | ---- | --------- |
| 1     | Rudolf Dobermann   | GER  | 14 30     |
| 2     | Ioannis Seraidaris | GER  | 14,25     |
| 3     | Spartaco Zeli      | SUI  | 13,21     |
| 4     | Heinrich Vogler    | SUI  | 13,19     |

### Diskuswurf
| Platz | Athlet             | Land | Weite (m) |
| ----- | ------------------ | ---- | --------- |
| 1     | Hermann Hänchen    | GER  | 43,62     |
| 2     | Arturo Conturbia   | SUI  | 42,72     |
| 3     | Ioannis Seraidaris | GER  | 39,72     |
| 4     | Fritz Hünenberger  | SUI  | 39,37     |

### Speerwurf
| Platz | Athlet           | Land | Weite (m) |
| ----- | ---------------- | ---- | --------- |
| 1     | Hugo Barth       | GER  | 61,43     |
| 2     | Hans Schnackerts | GER  | 60,23     |
| 3     | Jundt            | SUI  | 52,95     |
| 4     | Schilt           | SUI  | 48,58     |